# エコノミックキャピタル
金融用語としてのエコノミックキャピタル（Economic capital）とは、特に金融機関について、市場リスクや信用リスク、オペレーショナルリスク等、企業経営を行っていく上で生じるリスクをカバーするために必要となるリスク資本の総額のことである。これは、想定される最悪シナリオが生じた場合でも企業が継続することができるような金額のことである。金融機関や監督官庁は、このエコノミックキャピタルよりも大きな金額の資本を保持することを求める。

## エコノミックキャピタルの活用方法
エコノミックキャピタルは、金融機関におけるリスク・利益の管理に用いられる。金融機関は、市場リスクや保険引受リスク等、様々なリスクを引受ることにより、利益を得ている。エコノミックキャピタルを各リスク分類に配賦することによって、リスク種類毎に、どの程度引受け、それによってどの程度の利益を得ているのかを明らかにすることができる。